# 沃克雷什蒂鄉 (登博維察縣)
44°51′N 25°29′E / 44.850°N 25.483°E
沃克雷什蒂鄉（羅馬尼亞語：Comuna Văcărești, Dâmbovița），是羅馬尼亞的鄉份，位於該國南部，由登博維察縣負責管轄，面積38平方公里，海拔高度347米，2007年人口5,106，人口密度每平方公里134人。